# Піонерський Лагер імені Олега Кошевого
Піоне́рський Ла́гер імені Оле́га Кошево́го (рос. Пионерский Лагерь имени Олега Кошевого) — село у складі Комсомольського району Хабаровського краю, Росія. Входило до складу Бельговського сільського поселення. Скасований у 2024 році як населений пункт через відсутність населення.

## Населення
Населення — 6 осіб (2010; 13 у 2002).
Національний склад (станом на 2002 рік):
- росіяни — 61 %